# Martin Smith
Martin James Smith (nacido el 6 de julio de 1970) es un músico y cantante inglés, exvocalista y compositor del grupo británico de rock Delirious?. Es muy conocido por ser el compositor de algunas de las canciones más famosas de modern worship de los últimos años, incluyendo "I Could Sing of Your Love Forever", "Did You Feel the Mountains Tremble?", "My Glorious" y "History Maker". Actualmente es solista y está trabajando en su proyecto debut "God's Great Dance Floor".

## Infancia y juventud
A temprana edad Martin Smith contrajo bronquitis, la cual empeoró gradualmente. A los seis meses fue diagnosticado con neumonía dificultándole la respiración sin poder emitir siquiera un sonido. Sus padres no sabían si viviría o no, pero en medio de la difícil situación elevaron una simple oración: "Gracias Dios por darnos a Martin. Estamos dispuestos a devolvértelo, pero ¿podrías por favor respirar en sus pulmones y permitirle hacer un poco de ruido?" 
Martin es el tercero de cuatro hermanos. Creció en un hogar tradicional donde el críquet era la mayor distracción. Su primer encuentro con la música fue en su adolescencia cuando un amigo suyo llamado Chris le habló de un programa de televisión de la BBC que buscaba niños de edad escolar para que escribieran un moderno villancico navideño. Martin participó y su canción llegó a la final, recibiendo el homenaje de más de setecientos estudiantes que lo escucharon días después en su escuela. 
Después de esa experiencia estaba seguro de que la música era para él. Cuando el verano de su último año de escuela llegó, sabía que independientemente de lo que viniera, lo próximo tendría poco que ver con la escuela. 
Al cumplir los diecisiete dejó su hogar y se fue a vivir al sur de Londres, en Eastbourne. Allí se estableció con un grupo de gente mayor jubilada, que con el tiempo resultó ser para el, el equivalente británico de Nashville dado que tenía su sede allí la compañía de discos de adoración más grande del país junto con los estudios de grabación. En su primera semana Paul McCartney estaba en el estudio y Martin era el operador de cinta de sus sesiones. Él estaba grabando para un programa llamado "McCartney sobre McCartney" para la BBC Radio 1. 
Allí no solo aprendió de estrellas musicales mundialmente famosas, sino que en un par de meses fue enviado del estudio, a un amplio abanico de eventos cristianos en todo el Reino Unido. Un día, en una de esas reuniones el líder de jóvenes le pregunto si podía dirigir la alabanza a lo que el respondió: "¿Cómo lo hago?". "Solo levántate con tu guitarra y canta", le dijo, "es tan simple como eso". A los pocos minutos se encontraba brincando en un salón pequeño con un grupo de quince jóvenes que cantaban apasionadamente. 
En 1989, en medio de una serie de conferencias familiares llamadas Vino Nuevo, fue enviado a grabar la alabanza para un álbum en vivo. En el escenario estaba Andy Park, el líder de alabanza de la iglesia Vineyard de Canadá. Durante el tiempo de adoración mientras estaba sentado con los auriculares puestos, en un momento sintió como alguien tocaba su espalda y oraba: "Mas, Señor. Más, Señor. Ven, Santo Espíritu", logrando entender según él lo que significa "el bautismo del Espíritu Santo". Al final de la reunión fue consiente de donde estaba pero al mirar detrás no vio a la persona que había orado por él. A la mañana siguiente consiguió una guitarra prestada y fue inspirado a escribir la que sería la primera canción de Delirious? "Lord You Have My Heart".
De regreso a Eastbourne Martin conocería en los estudios a un joven llamado Tim Jupp -un tecladista que tocaba para un líder de alabanza de niños llamado Ismael-. Se hicieron amigos y al poco tiempo Tim lo invitó a quedarse en su casa y hacer parte de la iglesia a la cual el asistía. Allí Martin conocería a la que es hoy su esposa y a Stew Smith un diseñador gráfico que tenía los mismos sueños y aspiraciones que él. Junto a Tim decidieron formar un grupo para tocar los domingos en la iglesia y que sirviera también de apoyo para los eventos evangelisticos que se realizaban mensualmente en Littlehampton, estos eventos llevarían el nombre de Cutting Edge.

## Carrera con Delirious?
Cutting Edge se popularizó lo que llevó al banda a tocar a lo largo de la costa sur de Inglaterra en eventos mensuales en Portsmouth y Southampton. Durante este periodo la alineación comenzó a tomar forma. Finalmente la guitarra fue ocupada por Stuart Garrard poco después del lanzamiento del primer EP de la banda, mientras que Jon Thatcher se convirtió en el bajista permanente en el lanzamiento del cuarto EP. 
Un punto de inflexión Llegó hacia 1995 cuando Martin Smith, su esposa Anna y Jon Thatcher, estuvieron involucrados en un accidente de tránsito. Jon y Anna resultaron ilesos, pero Martin fue hospitalizado por varias semanas con los huesos rotos. En el hospital Smith pasó por un periodo de depresión, antes de tomar la decisión de convertirse en un músico a tiempo completo. En este punto Delirious? nació conceptualmente.
En 1997 con su álbum debut King of Fools, ganaron un inesperado éxito comercial. El álbum fue disco de platino y Delirious? se convirtió en uno de los nuevos grupos más destacados del Reino Unido llegando a ser denominados por la BBC Radio 1 como "El secreto mejor guardado del Pop". El éxito de King of Fools los llevó a editar un segundo material para corriente principal Mezzamorphis (1999) el cual alcanzó el número 25 en las listas británicas. Durante este periodo la banda encontró resistencia por parte de la corriente principal debido a su etiqueta de ‘‘banda cristiana’’ a pesar de haber tenido buenas críticas en la prensa musical. Es por eso que a finales del 2000 lanzan un nuevo material Glo (abreviación de ‘‘gloria’’) el cual marco el regreso de Delirious? hacia sus inicios y considerado por varios críticos como el mejor trabajo de la banda hasta la fecha. El éxito del proyecto aumento notablemente el público de Delirious? en los Estados Unidos, siendo también aquel año una de las bandas principales del Creation Fest.
El Tercer intento de poner un álbum en los listados principales fue con Audio Lessonover? (un anagrama que significa ‘‘Radio One Loves Us’’) para muchos un álbum adelantado a su época, este fue lanzado en 2001. La temática principal del disco fue la resistencia de los medios británicos hacia Delirious? debido a su etiqueta de ‘‘banda cristiana’’. El primer sencillo fue ‘‘Waiting for the Summer’’ el cual alcanzó el número 26 en las listas.
En 2003 Delirious? lanzó World Service, el primero de lo que el guitarrista Stuart Garrard más tarde describiría como ‘‘una trilogía’’ debido al lanzamiento de futuros tres nuevos álbumes bajo una nueva dirección. Este álbum significó el mayor éxito para banda desde Glo, incluso la Revista NME en la cual fueron portada los catálogo como "El mejor acto de rock cristiano de Gran Bretaña". El segundo material de esta trilogía fue lanzado en 2005 bajo el nombre de The Mission Bell, el cual recibió críticas muy positivas en los medios especializados y fue nominado a los Dove Awards. 
En 2007 Delirious? paso la mayor parte del año en la grabación de su séptimo y último álbum de estudio Kingdom of Comfort con el productor Sam Gibson. El álbum fue lanzado internacionalmente en abril de 2008.

### Receso con la banda
Después de casi 17 años juntos, en 2008 Martin Smith sorprende a muchos con su deseo de abandonar Delirious?. Al respecto los miembros restantes del grupo contemplaron inicialmente la idea de buscar un nuevo vocalista, pero en cambio anunciaron a través de un comunicado de prensa en julio que Delirious? se tomaría un descanso indefinido a finales de 2009 con el fin de permitir a cada uno de sus integrantes emprender diferentes proyectos. Martin dijo que quería más tiempo para estar con su familia y dedicarse de lleno al proyecto Compassionart.
Realizaron una gira de despedida en Europa que concluyó a finales de 2009, promocionando su álbum de grandes éxitos titulado History Makers: Greatest Hits. Su último concierto se llevó a cabo frente a una multitud en el Hammersmith Apollo de la ciudad de Londres el 29 de noviembre de 2009.

## Post-Delirious?

### God's Great Dance Floor
Martin anunció que estaría de regreso al estudio en junio de 2011 para grabar las maquetas de algunas nuevas canciones. Posteriormente el confirmó a través de su cuenta de Twitter que estaba terminando de escribir algunos temas que estaría grabando a finales del mismo año. 
El 18 de enero de 2013 se confirma a través del sitio Louder Than The Music el lanzamiento de su primer álbum como solista titulado God's Great Dance Floor - Step 01, el cual tendría una segunda parte titulada  God's Great Dance Floor - Step 02.

## Vida personal

### Familia
Martin Smith está casado con Anna Thatcher, la hermana del bajista de Delirious?, Jon Thatcher. Ellos tienen seis hijos, y viven en el pueblo costero de Rustington, Inglaterra.
Cuando el tío de Jon y Ana murió, Martin escribió una canción en su memoria, "Mountains High", que fue incluida en el quinto álbum de Delirious? World Service. Tiempo después, su esposa quedó en embarazo, pero perdió el bebé; En medio de este difícil acontecimiento escribió la canción, "I'll See You", que aparece en el álbum The Mission Bell. 

## Discografía
Como solista

### Álbumes de estudio
- Día de Redención, 2013 (primer álbum en español)
- God's Great Dance Floor - Step 02, 2013 [Glo Works]
- God's Great Dance Floor - Step 01, 2013 [Glo Works]

Con Delirious?
- Kingdom of Comfort, 2008 [Furious?]
- The Mission Bell, 2005 [Furious?]
- World Service, 2003 [Furious?]
- Audio Lessonover?, 2001 [Furious?]
- Glo, 2000 [Furious?]
- Mezzamorphis, 1999 [Furious?]
- King of Fools, 1997 [Furious?]

### Álbumes En Vivo
- Farewell Show: Live in London, 2010 [Kingsway]
- My Soul Sings: Live from Bogota, 2009 [Furious?]
- Now Is the Time: Live at Chicago, 2006 [Furious?]
- Access:D, 2002 [Furious?]
- D Tour 1997 Live at Southampton, 1998 [Furious?]
- Live and in the Can, 1996 [Furious?]

### Recopilatorios
- History Makers: Greatest Hits, 2009 [Furious?]
- Libertad, 2002 [Furious?]
- Deeper, 2001 [Furious?]
- Cutting Edge, 1993-1995 [Furious?]

### EP
- Deeper, 1997 [Furious?]

### Sencillos
- History Maker, 2010 [History Makers: Greatest Hits] [Kingsway]
- Love Will Find a Way, 2008 [Kingdom of Comfort] [Furious?]
- Paint The Town Red, 2005 [The Mission Bell] [Furious?]
- Rain Down, 2004 [World Service] [J-Star]
- Every Little Thing, 2003 [World Service] [J-Star]
- Inside Outside, 2003 [World Service] [BMG]
- I Could Sing of Your Love Forever, 2001 [Deeper] [Furious?]
- Waiting for the Summer, 2001 [Audio Lessonover?] [Furious?]
- It's OK, 2000 [Mezzamorphis] [Furious?]
- See the Star, 1999 [Mezzamorphis] [Furious?]
- Promise, 1997 [King of Fools] [Furious?]
- Deeper, 1997 [King of Fools] [Furious?]
- White Ribbon Day, 1997 [King of Fools] [Furious?]